# Oliver Otis Howard
Oliver Otis Howard (Leeds, Maine, 8 de novembro de 1830 — Burlington, Vermont, 26 de outubro de 1909) foi um oficial de carreira do Exército dos Estados Unidos e um general da União na Guerra de Secessão. Foi comandante do corpo de exército conhecido por sofrer duas derrotas humilhantes, em Chancellorsville e em Gettysburg, mas se recuperou dos contratempos, quando atuou no Teatro Ocidental, e serviu lá com sucesso, como comandante de corpo e do exército.
Conhecido como o "General cristão", porque tentou basear suas decisões políticas em sua profunda piedade religiosa, foi encarregado do Freedmen's Bureau em meados de 1865, com a missão de integrar os negros libertos na sociedade e na política sulista durante a segunda fase da Era da Reconstrução. Howard assumiu a política do trabalho, criando um sistema que exigia que os escravos libertos trabalhassem nas antigas plantações em escalas de pagamento fixadas pelo Bureau, em termos negociados pelo Bureau com os brancos proprietários de terras. O Bureau de Howard foi o principal responsável pelos assuntos jurídicos dos "homens libertos". Ele tentou proteger os negros das condições hostis, mas não tinha força suficiente, e suas iniciativas eram repetidamente frustradas pelo presidente Andrew Johnson. Os aliados de Howard, os republicanos radicais, ganharam o controle do Congresso nas eleições de 1866 e impuseram a Reconstrução Radical, com os libertos tendo direito ao voto. Com a ajuda e os conselhos do Bureau, eles criaram coligações republicanas juntamente com os carpetbaggers e os scalawags para assumirem o controle político da maioria dos estados do sul. Howard também foi um líder na promoção da educação superior para os negros libertos, mais notavelmente na fundação da Universidade Howard, em Washington e servindo como seu presidente de 1867 a 1873.
Depois de 1874, Howard comandou as tropas no Teatro Ocidental, participando de uma campanha famosa contra a tribo Nez Perce. O historiador Robert M. Utley (1987) afirma que sua liderança contra os apaches em 1872, contra os nez perce em 1877, os bannocks e os paiutes em 1878, e contra os shoshones em 1879, se somam a um impressionante recorde, embora ele tenha sido ofuscado por George Armstrong Custer e Nelson A. Miles.

## Juventude
Howard nasceu em Leeds, Maine, filho de Rowland Bailey Howard e Eliza Otis Howard, um fazendeiro, que morreu quando Oliver tinha nove anos de idade. Oliver estudou na Monmouth Academy, em Monmouth, na North Yarmouth Academy, em Yarmouth, na Kents Hill School, em Readfield, e graduou-se no Bowdoin College, em 1850, com a idade de 19 anos. Em seguida, frequentou a Academia Militar dos Estados Unidos, classificando-se em quarto lugar entre 46 cadetes de sua turma de 1854, no posto de segundo-tenente de armamento. Serviu no Arsenal de Watervliet perto de Troy, Nova Iorque, e foi o comandante temporário do Arsenal de Kennebec em Augusta, Maine. Em 1855, casou-se com Elizabeth Anne Waite, com quem teve sete filhos. Em 1857 foi transferido para a Flórida para atuar nas Guerras Seminoles. Foi na Flórida que experimentou uma conversão para o cristianismo evangélico e pensou em deixar o Exército para se tornar um ministro. Sua inclinação religiosa viria mais tarde dar-lhe o apelido de "o general cristão". Howard retornou a West Point em setembro de 1857 para se tornar um instrutor de Matemática e no ano seguinte foi promovido a primeiro-tenente. Quando a Guerra de Secessão começou com a rendição do Forte Sumter, os pensamentos de se tornar ministro foram postos de lado e decidiu permanecer no serviço militar de seu país.

## Guerra de Secessão
Howard foi nomeado coronel do 3º Regimento de Infantaria do Maine e, temporariamente, comandou uma brigada na Primeira Batalha de Bull Run. Foi promovido a general de brigada a contar de 3 de setembro de 1861, e recebeu o comando permanente da sua brigada. Howard então juntou-se ao Exército do Potomac do major-general George B. McClellan para a Campanha da Península.
Em 1 de junho de 1862, enquanto comandava uma brigada da União no Fair Oaks, Howard foi ferido duas vezes em seu braço direito, que foi posteriormente amputado. (Recebeu a Medalha de Honra em 1893 por seu heroísmo em Fair Oaks.) O general de brigada Philip Kearny, que havia perdido o braço esquerdo na Guerra Mexicano-Americana, visitou Howard e brincou dizendo que eles seriam capazes de fazer compras para luvas juntos. Howard recuperou-se rapidamente, o suficiente para reingressar no exército para a Batalha de Antietam, na qual assumiu o posto de comandante de divisão no II Corpo de exército. Foi promovido a major-general em novembro de 1862 e assumiu o comando do XI Corpo de exército em abril. Nesse papel, substituiu o major-general Franz Sigel. Uma vez que o corpo de exército era composto, em grande parte, de imigrantes alemães, muitos dos quais não falavam inglês, os soldados ficaram ressentidos com seu novo líder e abertamente pediram a reintegração de Sigel.
Na batalha de Chancellorsville, Howard sofreu o primeiro de dois importantes reveses militares, que, juntos, levaram ao seu apelido ocasional, "Uh-Oh Howard". Em 2 de maio de 1863, seu corpo de exército estava no flanco direito da linha de defesa da União, a noroeste do cruzamento de Chancellorsville. Robert Edward Lee e o tenente-general Thomas J. "Stonewall" Jackson criaram um plano audacioso em que todo o corpo de exército de Jackson marcharia secretamente em torno do flanco da União e atacá-lo. Howard foi alertado pelo major-general Joseph Hooker, agora comandante do Exército do Potomac, que seu flanco estava "no ar", não ancorado por um obstáculo natural, como um rio, por exemplo, e que as forças confederadas poderiam estar em movimento em sua direção. Howard falhou em não prestar atenção ao aviso e Jackson atacou antes do escurecer, derrotando o XI Corpo de exército e causando sérios problemas ao plano da União.

### Gettysburg

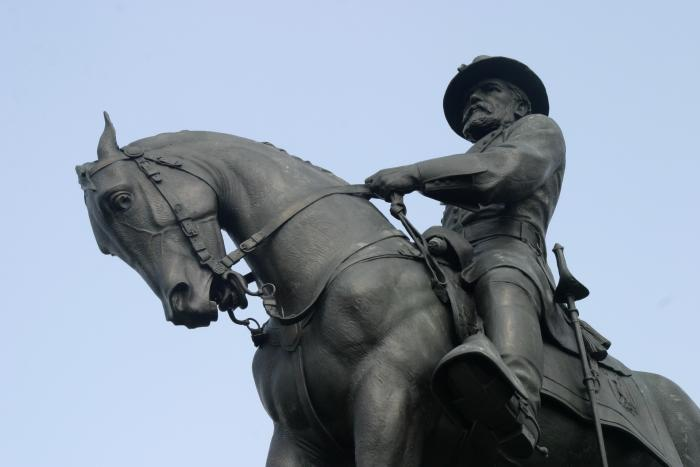
Monumento em homenagem a Howard em Gettysburg, Pensilvânia.

Na batalha de Gettysburg, o XI Corpo de exército, ainda castigado pela humilhação sofrida em maio, chegou ao campo de batalha na tarde de 1 de julho de 1863. O mau posicionamento da linha defensiva por um dos comandantes de divisão subordinado a Howard, o brigadeiro-general Francis C. Barlow, foi explorado pelo corpo de exército confederado do tenente-general Richard Stoddert Ewell e mais uma vez o XI Corpo de exército foi derrotado, forçando-o a retirar-se pelas ruas de Gettysburg, deixando muitos prisioneiros para trás. Em Cemetery Hill, ao sul da cidade, Howard discutiu com o major-general Winfield Hancock sobre quem estava no comando da linha defensiva. Hancock tinha sido enviado pelo major-general George Gordon Meade com ordens escritas para assumir o comando, mas Howard insistiu que ele era o oficial mais antigo ali presente. Posteriormente, ele cedeu. A controvérsia centra-se em três pontos: 1) a escolha de Howard de Cemetery Hill como o local ideal para instalar a linha defensiva; 2) a escolha do momento, no meio da tarde, para a ordem de Howard de abandonar posições no norte e oeste da cidade, e 3) a relutância de Howard em reconhecer que Hancock, com uma patente inferior a dele, tenha assumido o comando. O historiador John A. Carpenter (1963) afirma que Howard sozinho e sabiamente escolheu Cemetery Hill, que a ordem de retirada foi, provavelmente, algo sensato, e que o conflito entre Howard e Hancock poderia ter sido evitado se Meade tivesse ido até o campo de batalha.
Howard começou a circular a história de que o fracasso de seu corpo de exército foi desencadeado por erro cometido pelo I Corpo de exército do major-general Abner Doubleday a oeste da linha defensiva, mas esta desculpa nunca foi aceita na época ou pela história - o contrário é que era verdade - e a reputação do XI Corpo de exército ficou arruinada. Alguns argumentam que Howard deve ter algum crédito para o posterior sucesso em Gettysburg, porque ele sabiamente posicionou uma das suas divisões (a do major-general Adolph von Steinwehr) em Cemetery Hill como uma linha defensiva reserva. Nos restantes três dias de batalha, o corpo de exército permaneceu na defensiva em torno de Cemetery Hill, resistindo aos ataques do major-general Jubal Early em 2 de julho, e participando à margem da defesa contra Pickett’s Charge em 3 de julho.

### Teatro Ocidental
Howard e seu corpo de exército foram transferidos para o Teatro Ocidental para fazerem parte do Exército do Cumberland no Tennessee. Nas batalhas por Chattanooga, o corpo de exército aderiu ao ataque impulsivo que capturou Missionary Ridge e forçou a retirada do general Braxton Bragg. Em julho de 1864, após a morte do major-general James B. McPherson, Howard tornou-se comandante do Exército do Tennessee, lutou na Campanha de Atlanta, e liderou a ala direita da famosa Marcha ao Mar do major-general William Tecumseh Sherman, através da Geórgia e depois das Carolinas. Sherman, tendo escolhido Howard ao invés de John A. Logan para o comando do Exército do Tennessee após a morte McPherson, pediu a Howard que permitisse a Logan comandar o exército na Grande Parada dos Exércitos de Maio de 1865 em Washington. Howard concordou quando Sherman pediu a ele como um cavalheiro cristão.

## Carreira pós-guerra

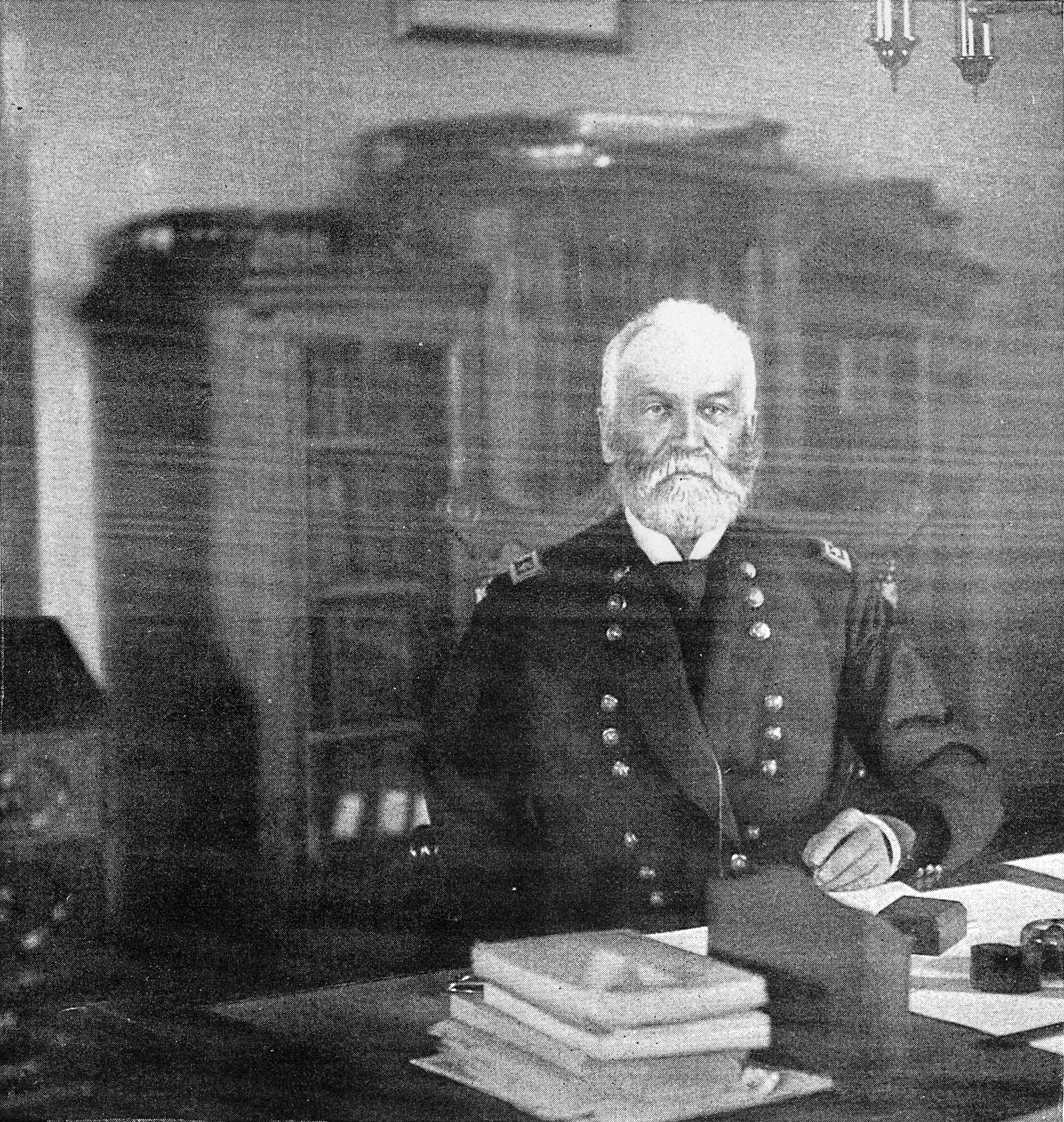
Howard em 1893 na Governors Island.

### Freedmen's Bureau
De maio de 1865 a julho de 1874, o general Howard foi comissário da Freedmen's Bureau (uma agência do Exército para refugiados, escravos libertos, e terras abandonadas), onde desempenhou um papel importante na Era da Reconstrução, e teve a missão de integrar os "homens livres" (escravos libertos) na sociedade americana. Howard desenvolveu programas de longo alcance e orientações, incluindo o bem-estar social na forma de alimentação, escolaridade, ajuda jurídica, e cuidados médicos. Howard muitas vezes entrou em confronto com o presidente Andrew Johnson, que fortemente discordava dos aspectos de bem-estar do Freedman's Bureau e, especialmente, tentava devolver o poder político aos brancos do sul. Porém, Howard tinha o apoio dos Republicanos Radicais no Congresso. Quando os republicanos radicais ganharam poder em 1867, deram aos negros o direito ao voto no Sul e marcaram novas eleições, nas quais a coalizão republicana de libertos, carpetbaggers e scalawags venceu (exceto na Virgínia). O Bureau foi muito ativo em ajudar os negros a organizarem-se politicamente e, portanto, tornou-se um alvo de hostilidade partidária.
A estrutura ideologicamente limitada do general Howard e seus assessores incentivou suas tentativas a uma reconstrução radical da sociedade sulista sem perceber a necessidade de uma legislação essencial. Eles achavam que a eliminação de todas as desigualdades legais, por exemplo, um tribunal de negros, era suficiente para garantir sua proteção. Os estados sulistas fingiram cumprir as recomendações a fim de terminar com a ameaça do sistema de tribunais imposto pelo Freedmen's Bureau.

### Comandos militares
Howard foi colocado no comando do Departamento do Colúmbia em 1874, indo para o oeste, em Fort Vancouver, Território de Washington, onde lutou nas Guerras indígenas, particularmente contra os Nez Perce, resultando na rendição do Chefe Joseph. No famoso discurso de 1879 do Chefe Joseph, em Washington, D.C., ele afirmou: "Se o general Howard tivesse me dado tempo suficiente para juntar minhas coisas e tratado Too-hool-hool-suit como um homem deve ser tratado, não teria havido nenhuma guerra". Posteriormente, Howard foi superintendente da Academia Militar dos Estados Unidos em West Point, de 1881 a 1882. Serviu como comandante do Departamento do Platte de 1882 a 1884. Em 1891, seu último comando foi o do Departamento do Leste em Fort Columbus, na Governors Island, no porto de Nova Iorque, abrangendo os estados do leste do rio Mississippi. Aposentou-se do Exército dos Estados Unidos nesse posto em 1894 com a patente de major-general.

### Universidade Howard

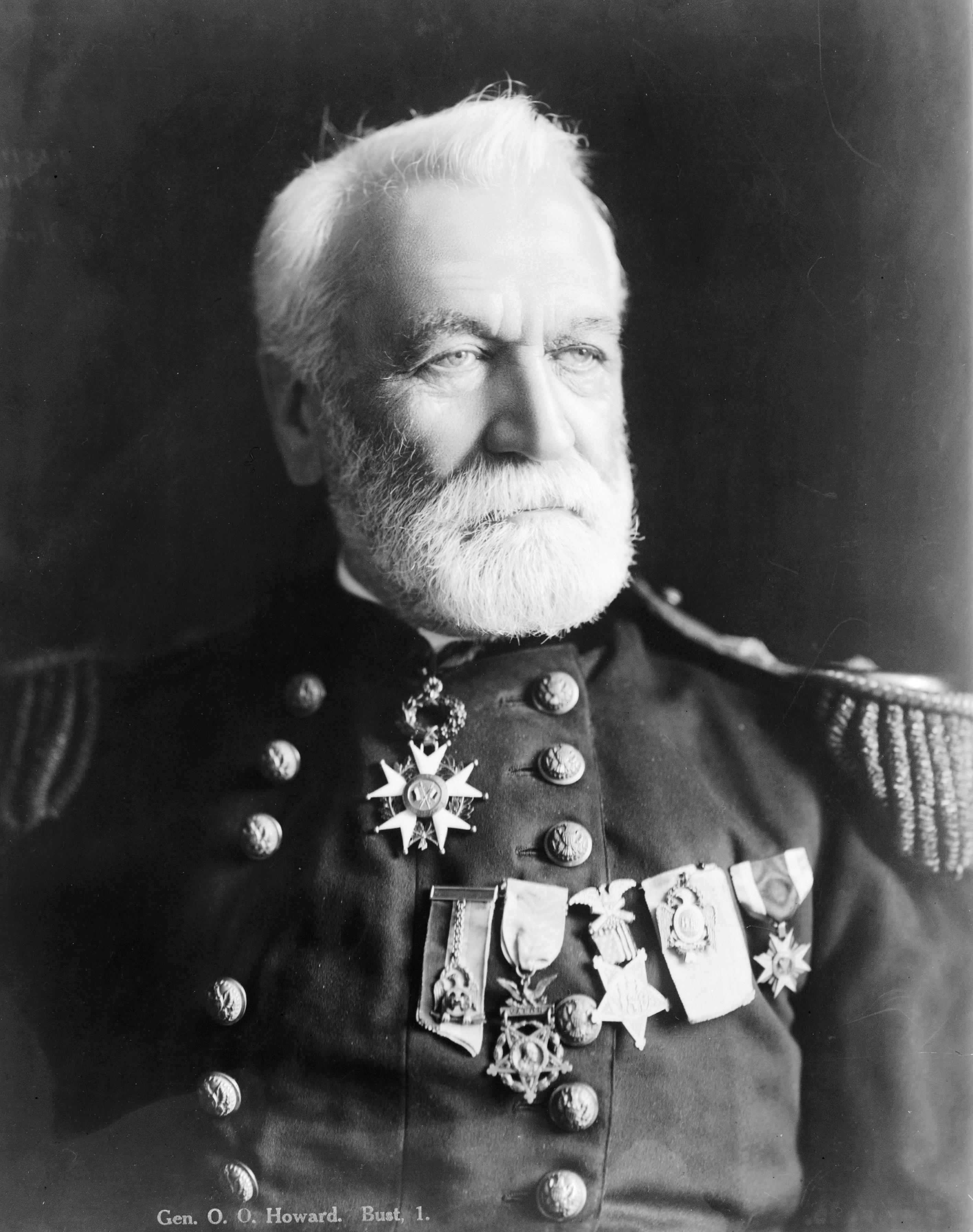
Howard por volta de 1908.

O general Howard também é lembrado por desempenhar um papel na fundação da Universidade Howard, que foi incorporada pelo Congresso em 1867. A escola não é sectária e está aberta para os dois sexos, sem distinção de raça. Em 20 de novembro de 1866, dez membros, incluindo Howard, de vários grupos sociais da época se reuniram em Washington, D.C., para discutirem planos para um seminário teológico para treinar ministros negros. Porém, o interesse foi suficiente para a criação de um instituto educacional para outras áreas que não apenas a do ministério. O resultado foi a criação do Normal Howard e do Instituto Teológico para a Educação de Pregadores e Professores. Em 8 de janeiro de 1867, o Conselho de Diretores votou pela mudança do nome da instituição para Universidade Howard. Howard atuou como presidente de 1869 a 1874. Foi citado ao dizer: "A oposição à educação do negro fez-se sentir em todos os lugares em uma combinação de não permitir que os escravos libertos tivessem uma sala ou edifício na qual uma escola pudesse funcionar. Em 1865, 1866 e 1877 tumultos gerados pelas classes mais baixas em todas as partes dos estados sulistas, ocasionalmente, provocaram a queima de edifícios escolares e igrejas usadas como escolas, a agressão a professores ou suas expulsões dali, e em alguns casos até seus assassinatos". Fundou também a Lincoln Memorial University em Harrogate, Tennessee, em 1895, para a educação dos "brancos das montanhas".

### Morte e homenagens

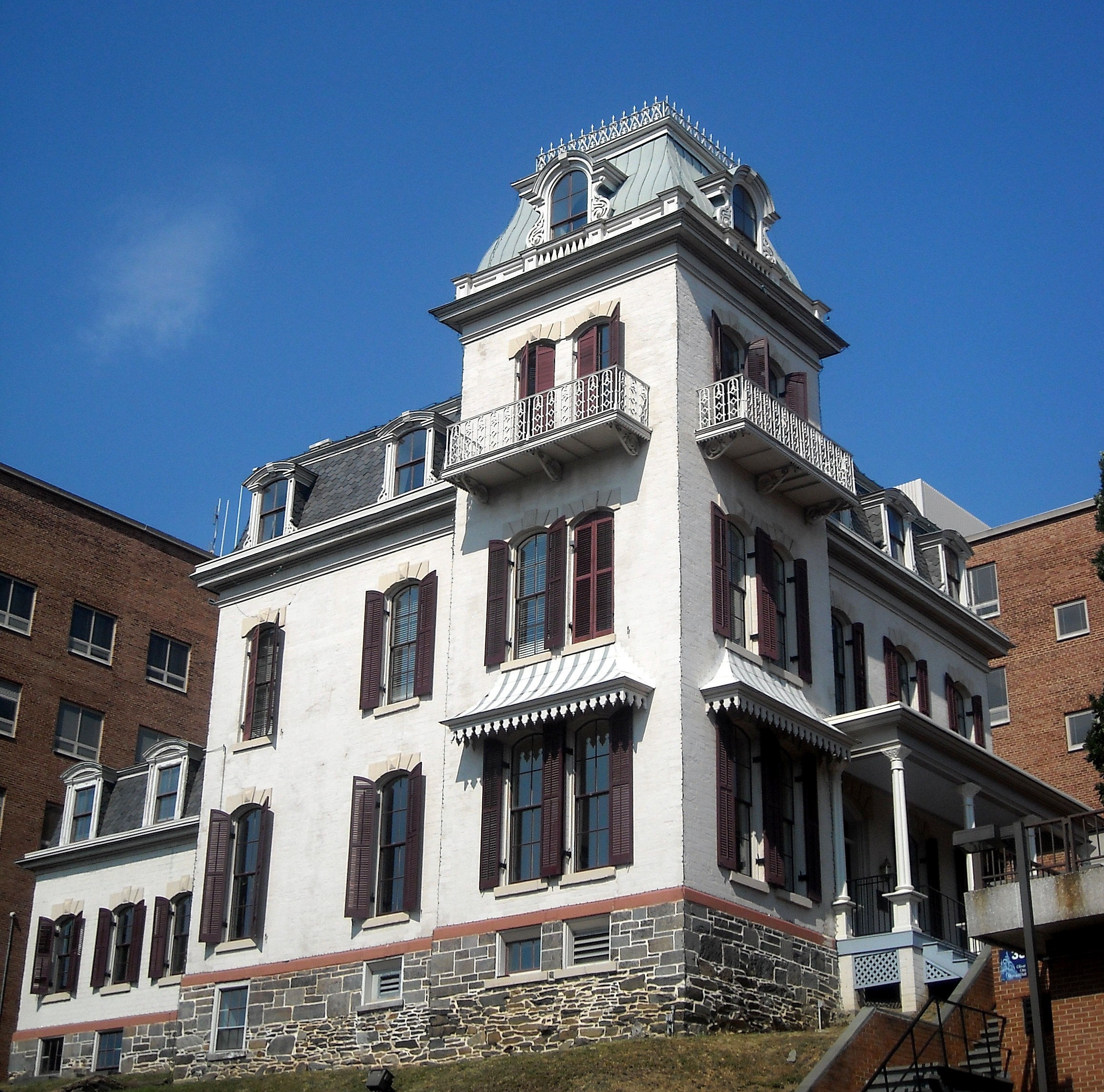
A Casa do General Oliver Otis Howard, localizada no campus da Universidade Howard em Washington, D.C., foi declarada um Marco Histórico Nacional em 1974.

Oliver Howard morreu em Burlington, Vermont, e está sepultado lá no cemitério Lake View.
Um busto de Howard projetado pelo artista James E. Kelly está em exposição na Universidade Howard. Uma impressionante estátua equestre em sua homenagem está em Cemetery Hill Oriental no Campo de batalha de Gettysburg. Um dormitório do Bowdoin College recebe o nome de Howard.
O Oliver O. Howard Relief Corps do Grande Exército da República disponibliliza fundos para ajudar soldados economicamente necessitados da antiga União e apoia causas públicas dignas. Contribuiu com dinheiro e o projeto para a bandeira do estado do Utah em 1922.
Um Centro de Reserva do Exército recebeu seu nome em homenagem em Auburn, Maine e ainda hoje é usado por várias unidades do Exército de Reserva dos Estados Unidos.
A Escola Superior de Tecnologia Howard em Wilmington, Delaware, recebe seu nome em sua homenagem.
O Condado de Howard, Nebraska, recebe seu nome em sua homenagem.
A Howard School of Academics and Technology, em Chattanooga, Tennessee, recebe seu nome em sua homenagem.
A Casa General Oliver Otis Howard, localizada na Officer's Row dentro do Sítio Histórico Nacional de Fort Vancouver foi construída em 1878 por ordem do general Howard, a um custo de 6 938,20 dólares americanos. Concluída em 1879, o edifício sofreu um incêndio em 1986 e foi deixada desocupada, até ser restaurada pela Cidade de Vancouver em 1998. O prédio serve como quartel-general da Fort Vancouver National Trust.

## Trabalhos selecionados
Howard foi autor de números livros após a guerra, incluindo Donald's School Days (1878), Nez Perce Joseph (1881), General Taylor (1892), Isabella of Castile (1894), Autobiography (1907), e My Life and Experiences among Our Hostile Indians (1907).

## Na mídia popular
No filme de 1950 Broken Arrow, Howard é interpretado por Basil Ruysdael adversário de James Stewart, que interpreta Tom Jeffords. No filme de 1956 The Last Wagon, ele foi retratado por Carl Benton Reid.
James Whitmore interpretou o general Howard no filme para a televisão de 1975, I Will Fight No More Forever, sobre a campanha do Exército dos Estados Unidos contra os Nez Perce e a rendição do chefe Joseph em 1877.

## Medalha de Honra
Patente e organização: o brigadeiro-general de Voluntários dos Estados Unidos. Local e data: em Fair Oaks, na Virgínia, 1 de junho de 1862. Entrada em serviço em: Maine. Nascimento: 8 de novembro de 1830, Leeds, Maine. Data de emissão: 29 de março de 1893.
Citação:
Comandou o 61º de Infantaria de Nova Iorque em um ataque no qual foi por duas vezes gravemente ferido no braço direito, necessitando de amputação.